# バリオバーン (グラーツ市電)
この項目では、シュタッドラー・レールが展開する路面電車車両ブランドのバリオバーンのうち、オーストリア・グラーツの路面電車であるグラーツ市電向けに製造された車両について解説する。旧型車両の置き換えを目的に導入された超低床電車で、200番台の車両番号が与えられている。

## 概要
老朽化が進みバリアフリーにも適していない高床式車両の置き換えを目的としたグラーツ市電向けの新型車両の入札を経て、2007年10月にシュタッドラー・レールへ発注が実施された車両。製造はドイツ・ベルリン（パンコウ区）にあるシュタッドラー・レール工場で実施された。
ステンレス鋼製の車体を用いた片運転台式の5車体連接車（車体長27.5 m）で、中間車体の一部は台車がないフローティング車体となっている。設計に際してはモジュール構造が採用されている。車内は全体が床上高さ350 mmの低床構造となっており、車内に2箇所存在する車椅子・ベビーカー等が設置可能なフリースペースや一部の乗降扉に設置されている折り畳み式スロープ、視覚障害者のための情報システムなどの設備と共にバリアフリーへの適合が図られている。台車は車軸が存在しない独立車輪式台車で、主電動機は前後車体の各車輪の外側に搭載されている（ハブモーター方式）。塗装はそれまでの車両と異なり灰色や白色を基調としているが、これは全面広告塗装時のデザインの容易さを図ったものである。

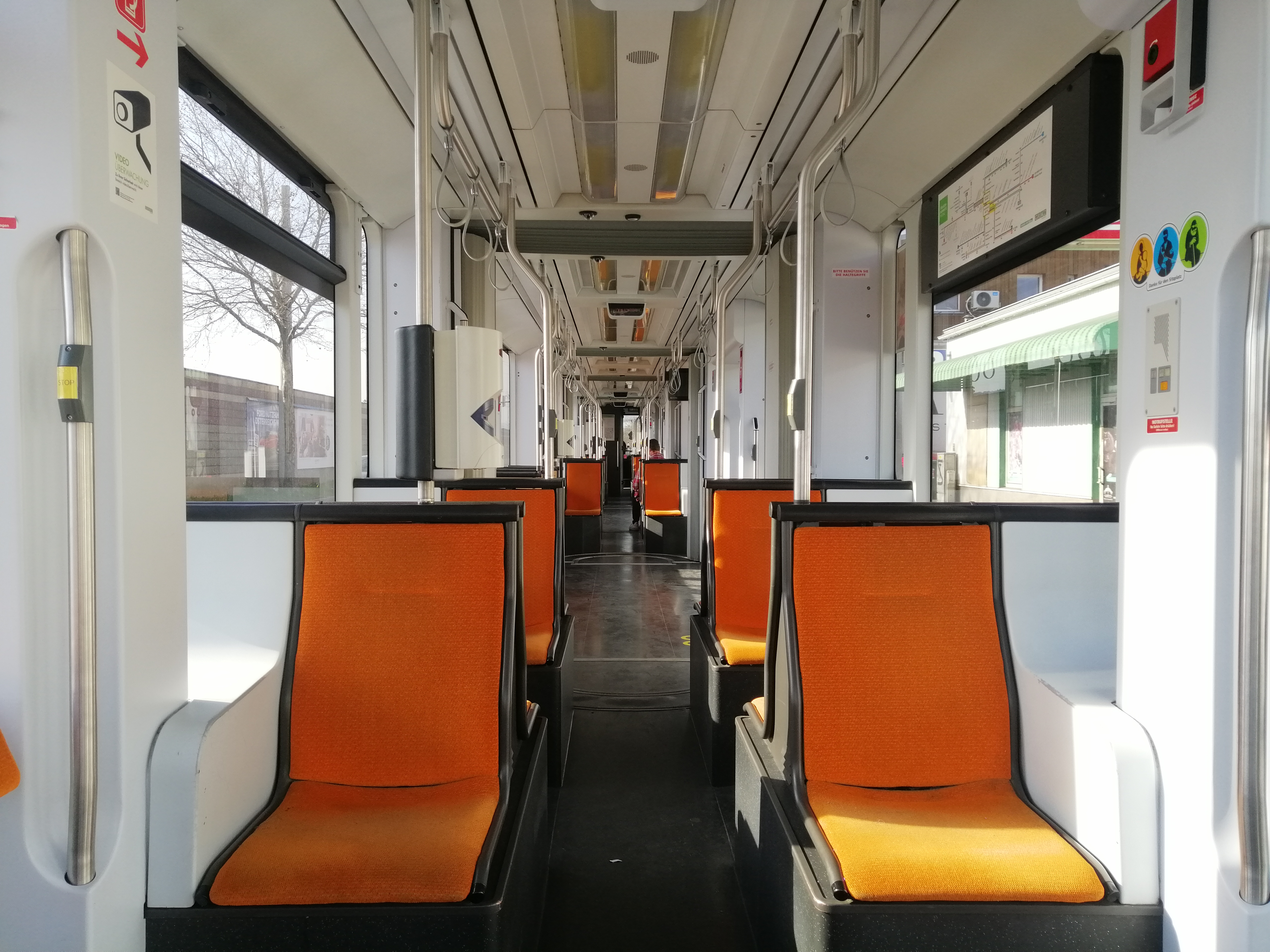
車内
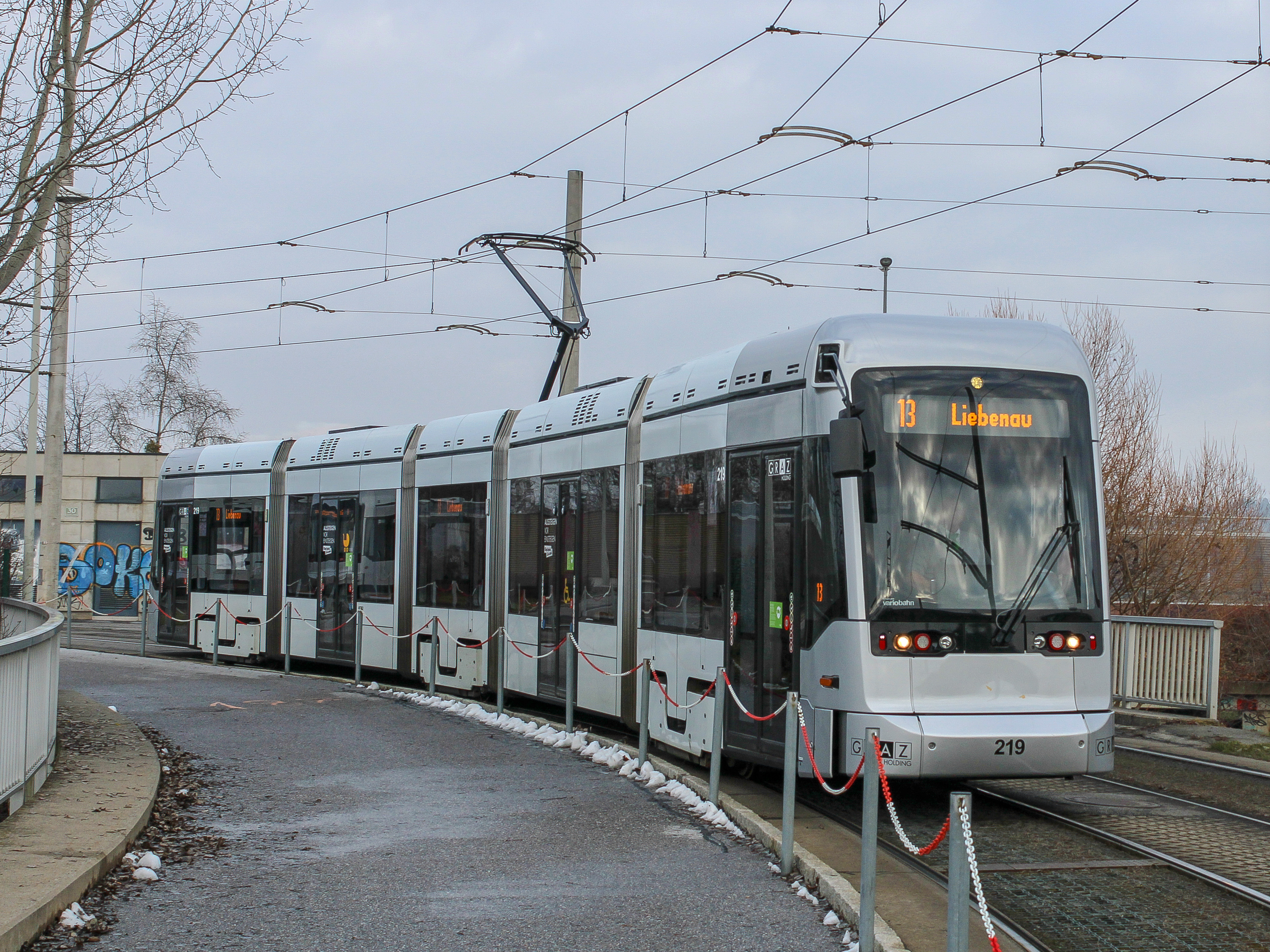
乗降扉は車体右側のみに存在する（2020年撮影）

2009年に最初の車両がグラーツ市電に納入された後、2010年から営業運転に投入され、2015年までに45両（201 - 245）が導入された。そのうち2011年以降に製造された車両については騒音・振動の抑制や制動機構の調整などの改良が施され、それ以前の車両にも同様の改造が実施されている。これらの車両への置き換えにより、それまで使用されていた高床式車両は500形を除き2015年までに営業運転を終了している。

## ギャラリー

オリジナル塗装
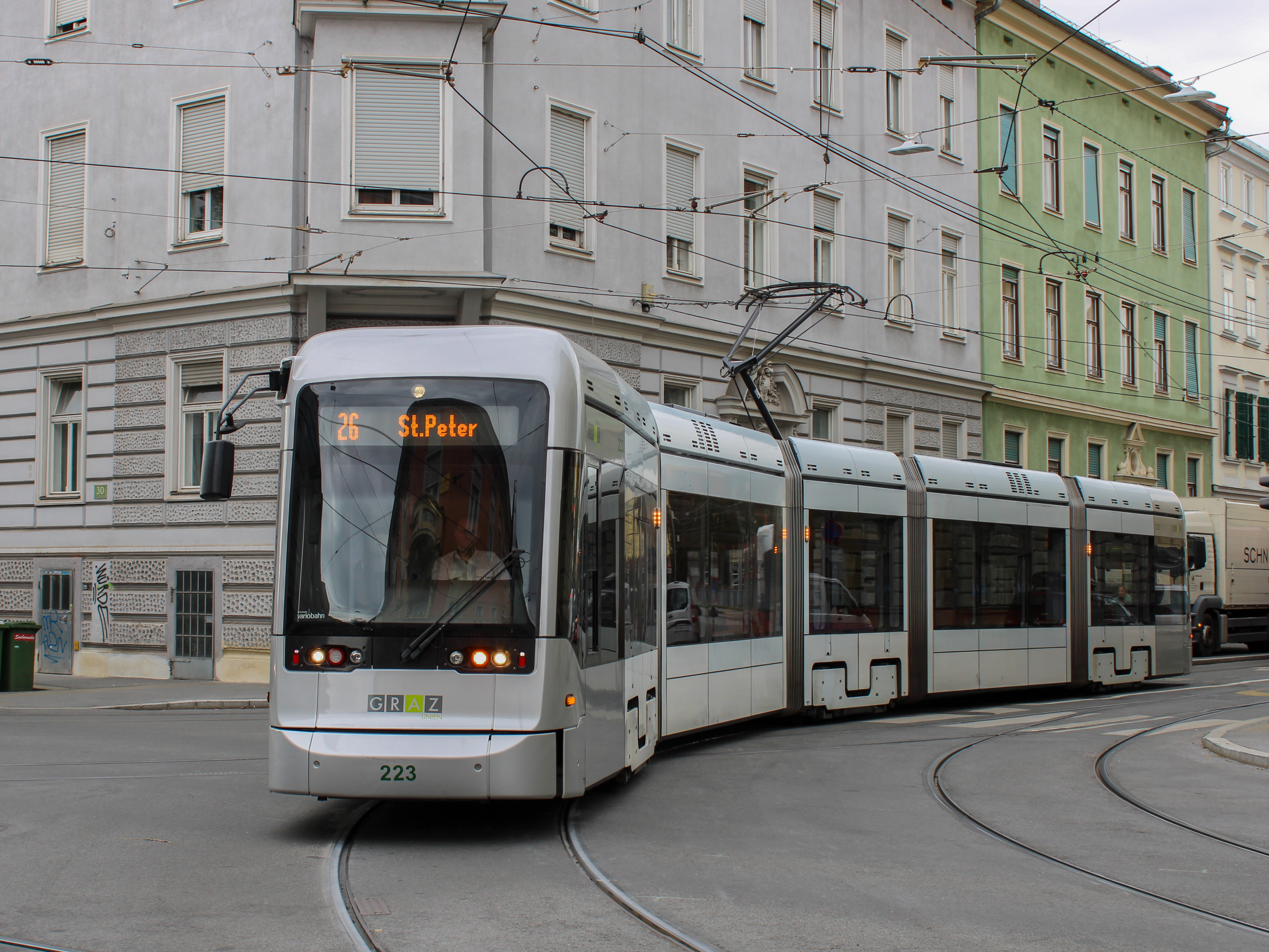
2020年撮影
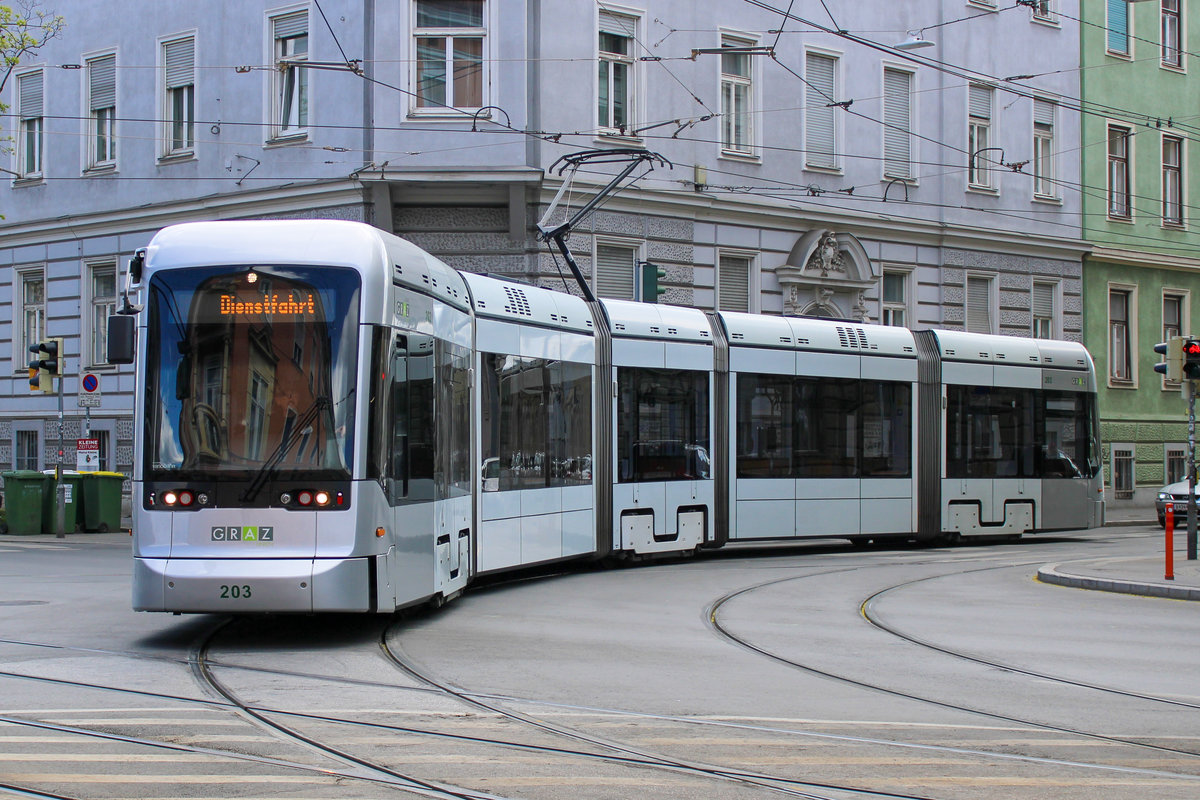
2020年撮影
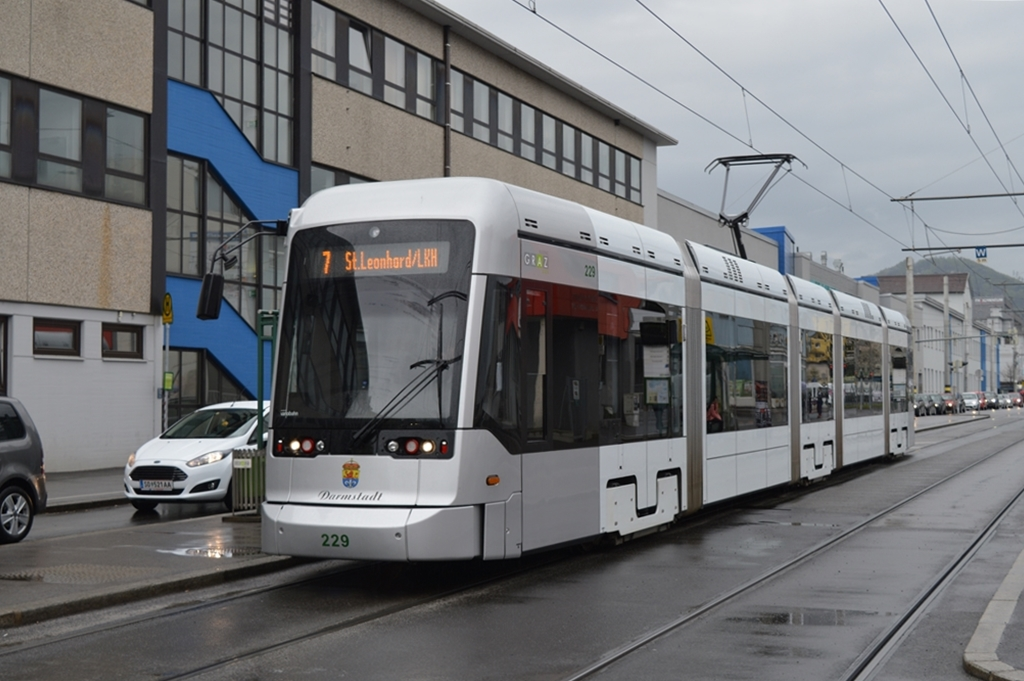
2016年撮影
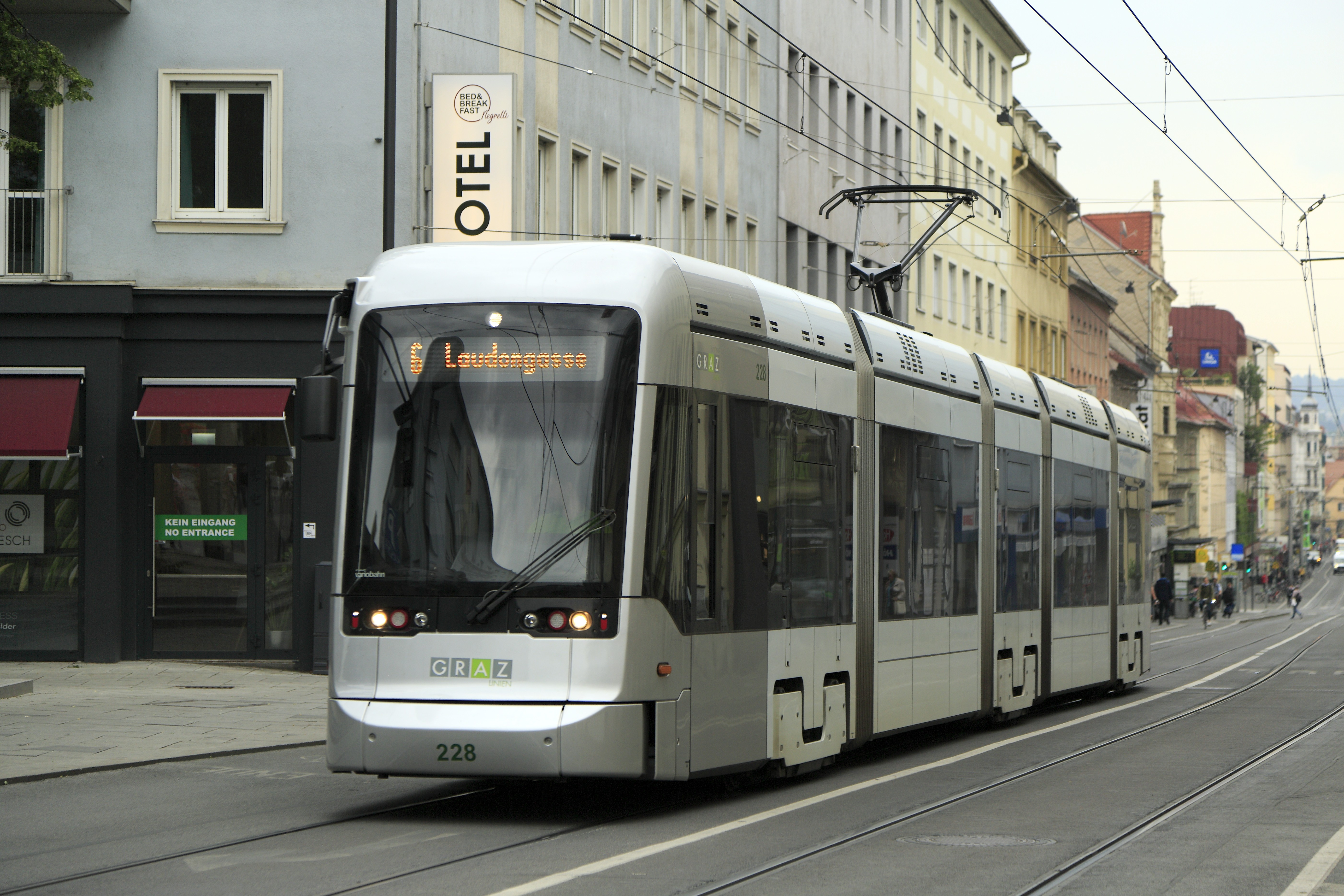
2019年撮影

広告塗装・ラッピング等
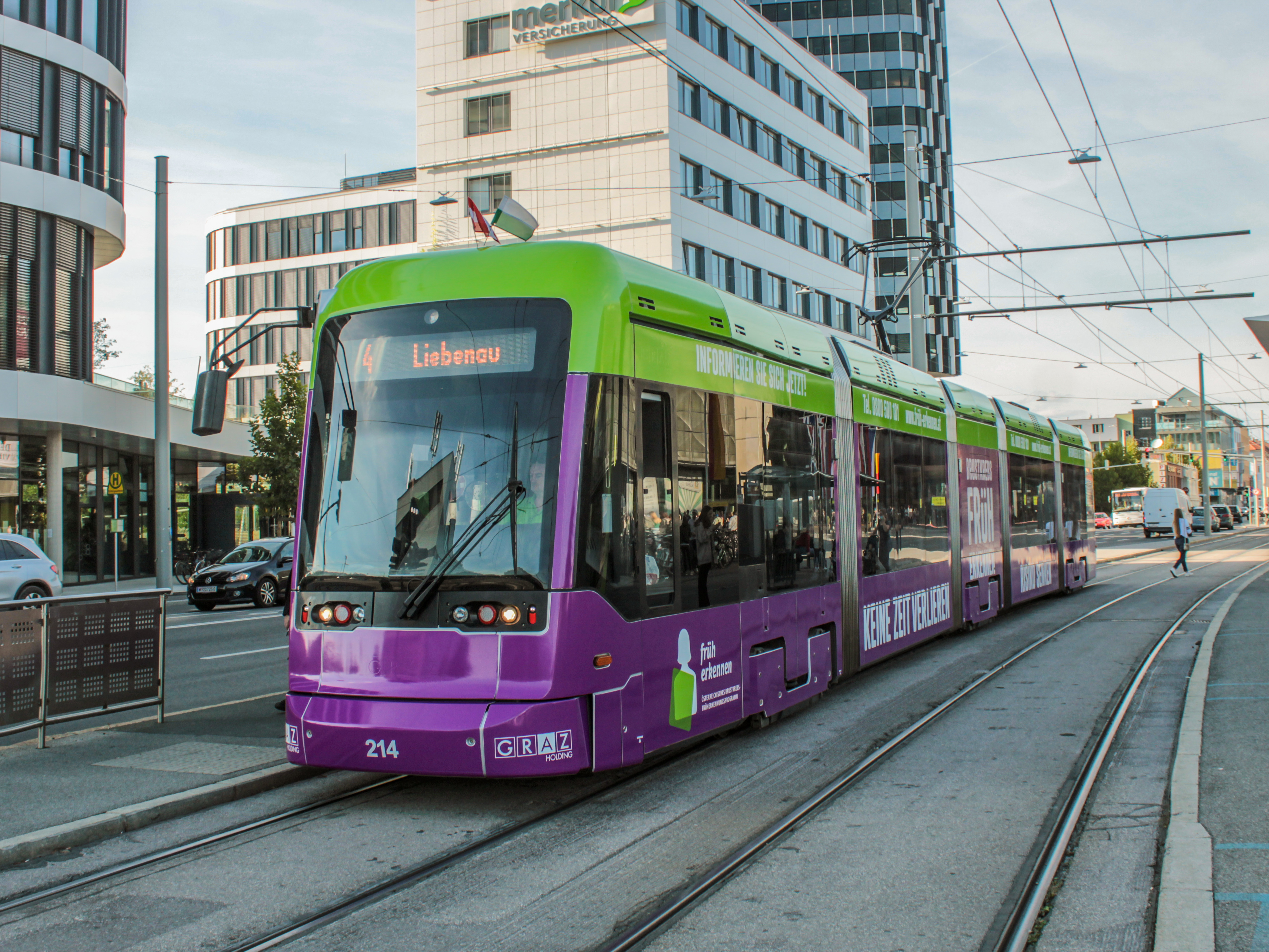
2021年撮影
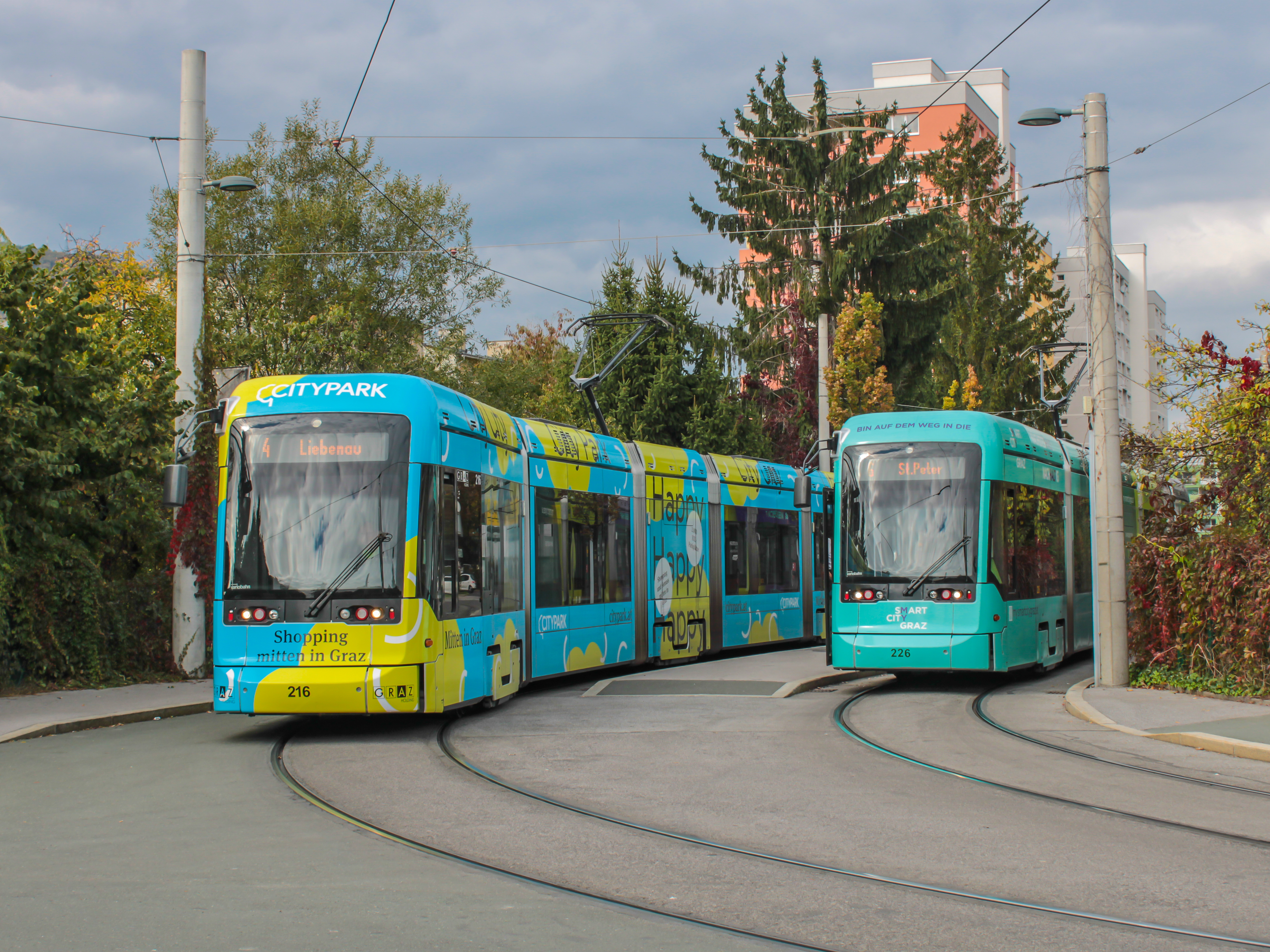
2021年撮影
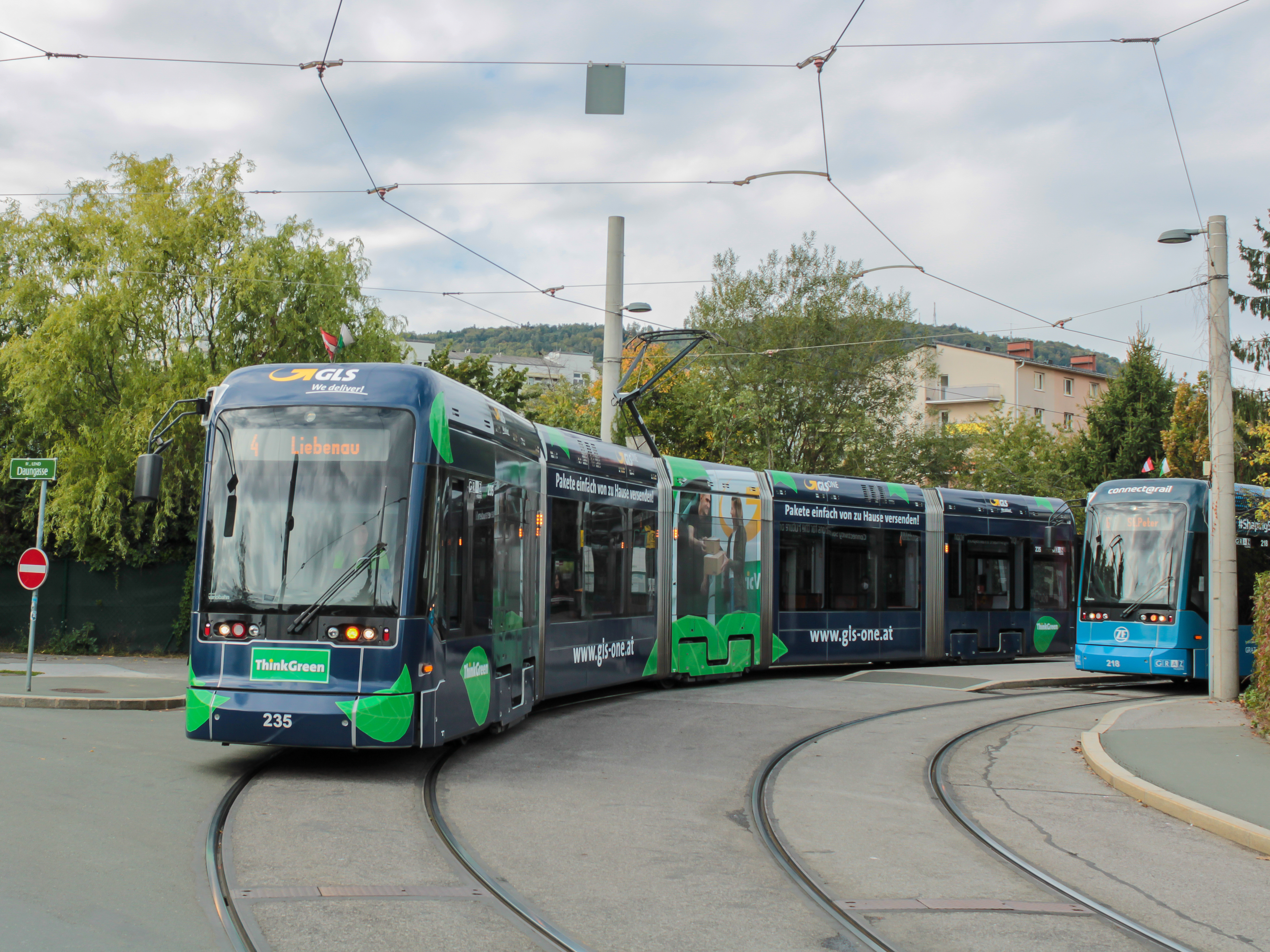
2021年撮影
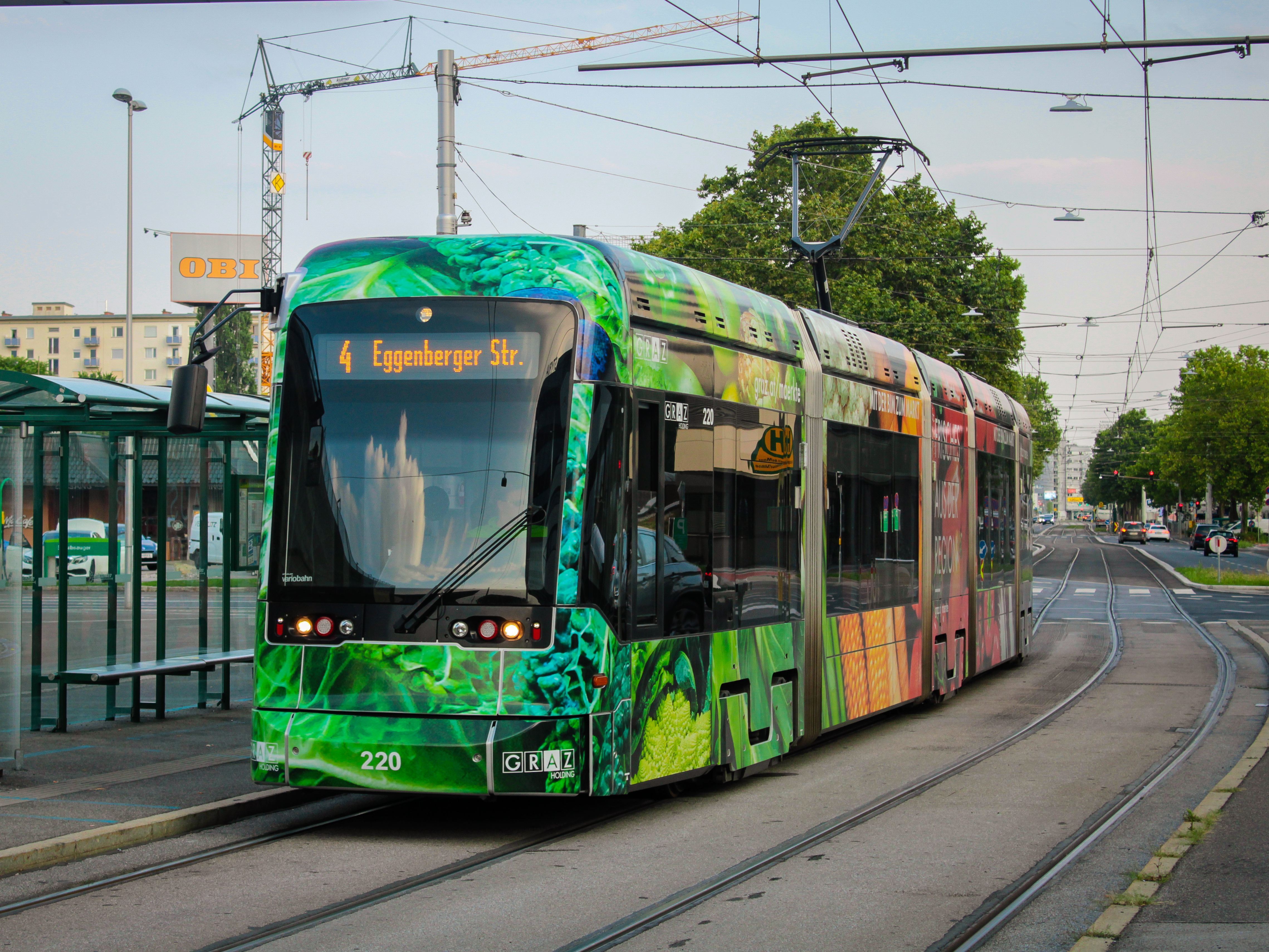
2021年撮影
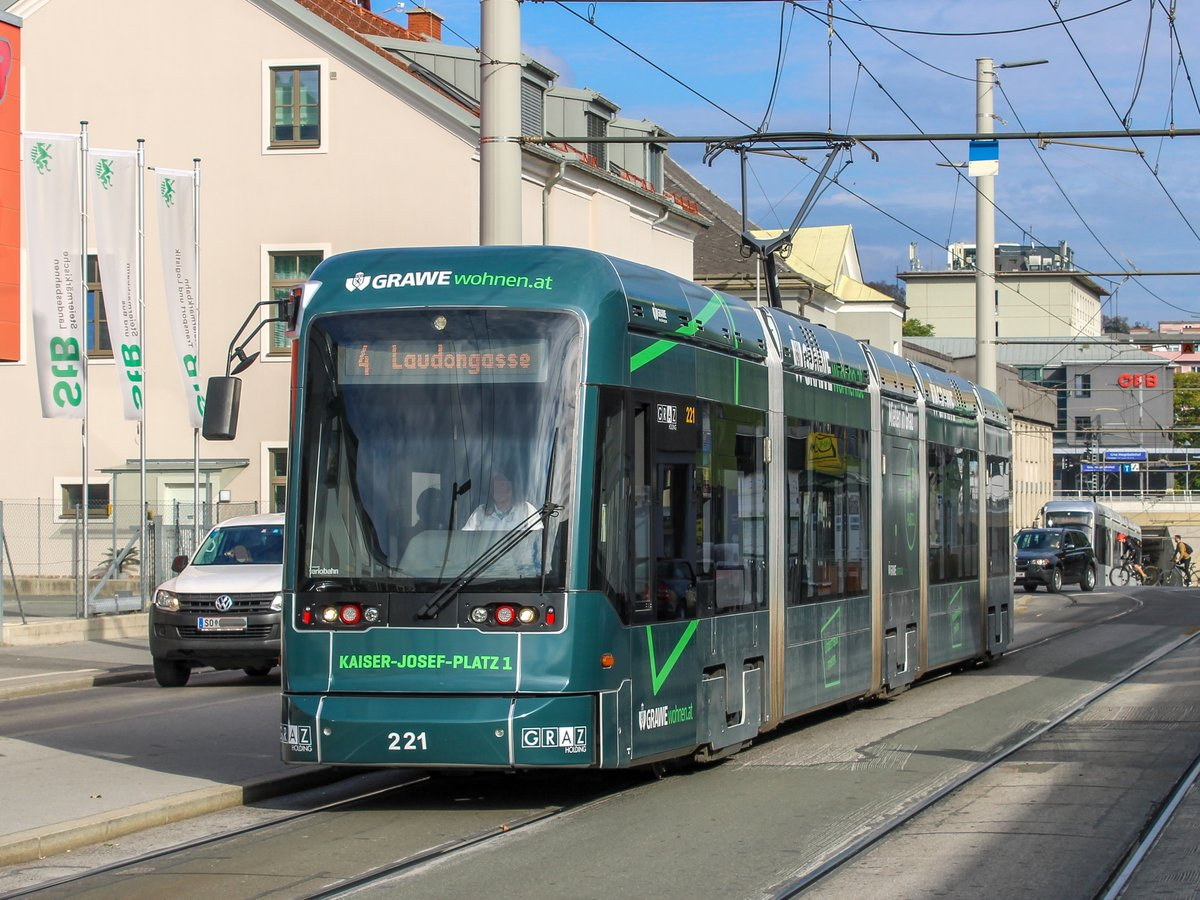
2020年撮影
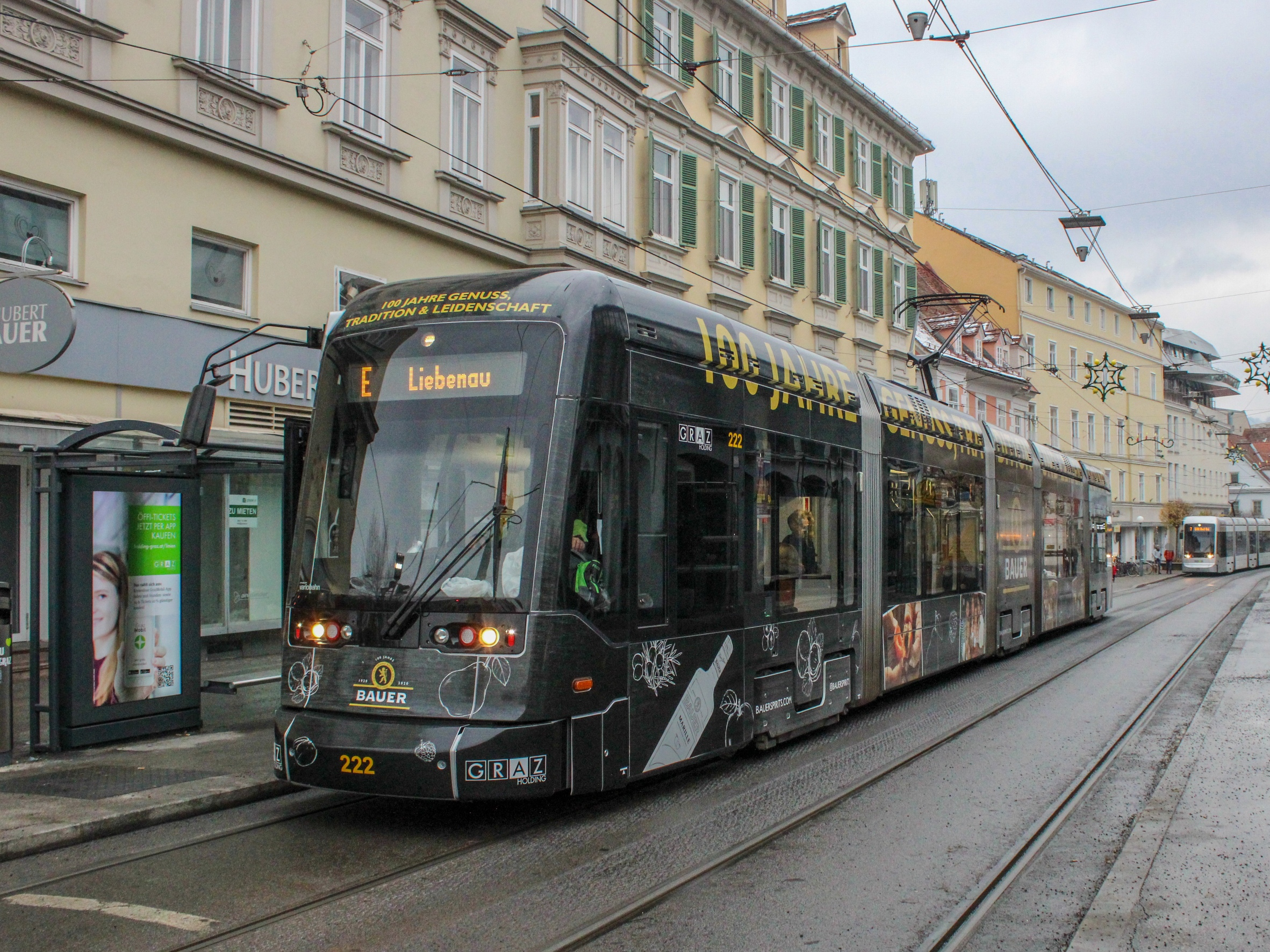
2020年撮影
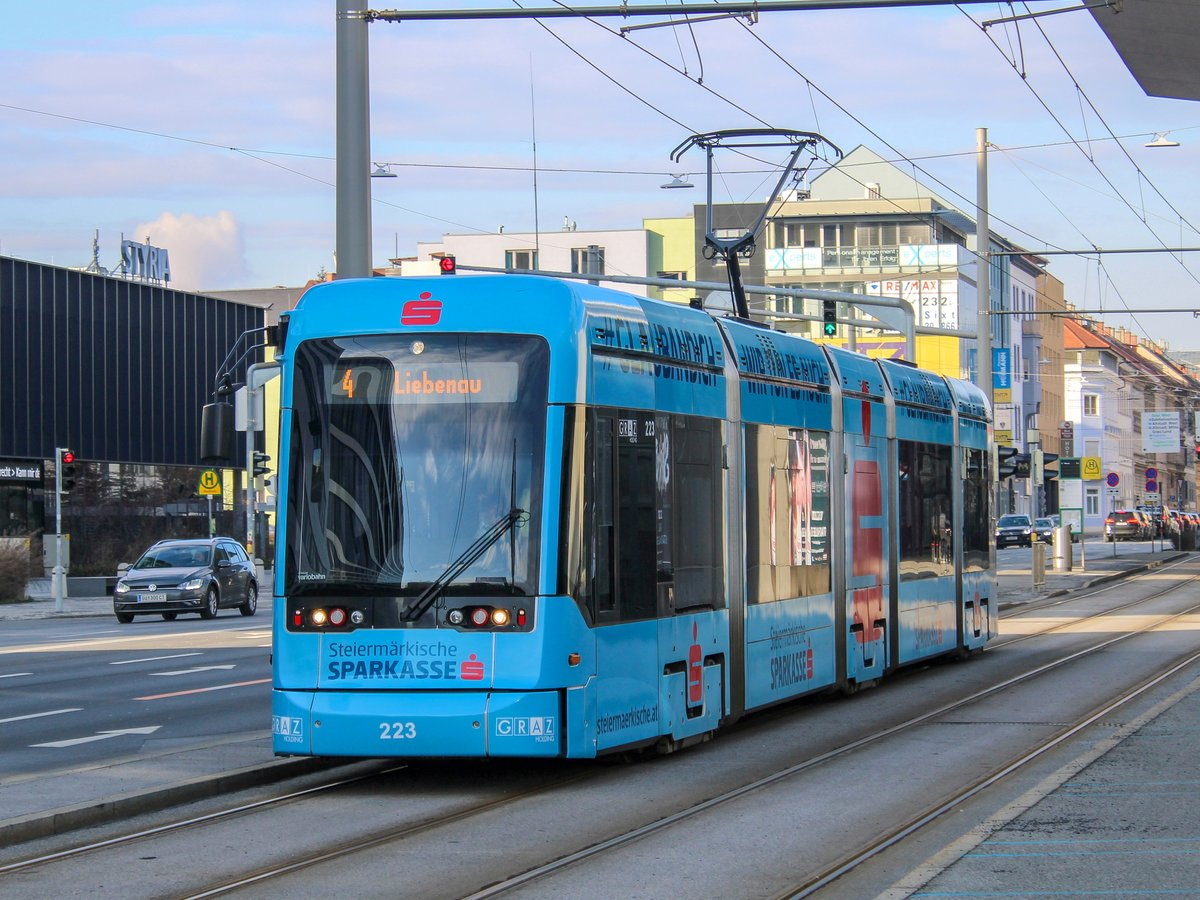
2021年撮影
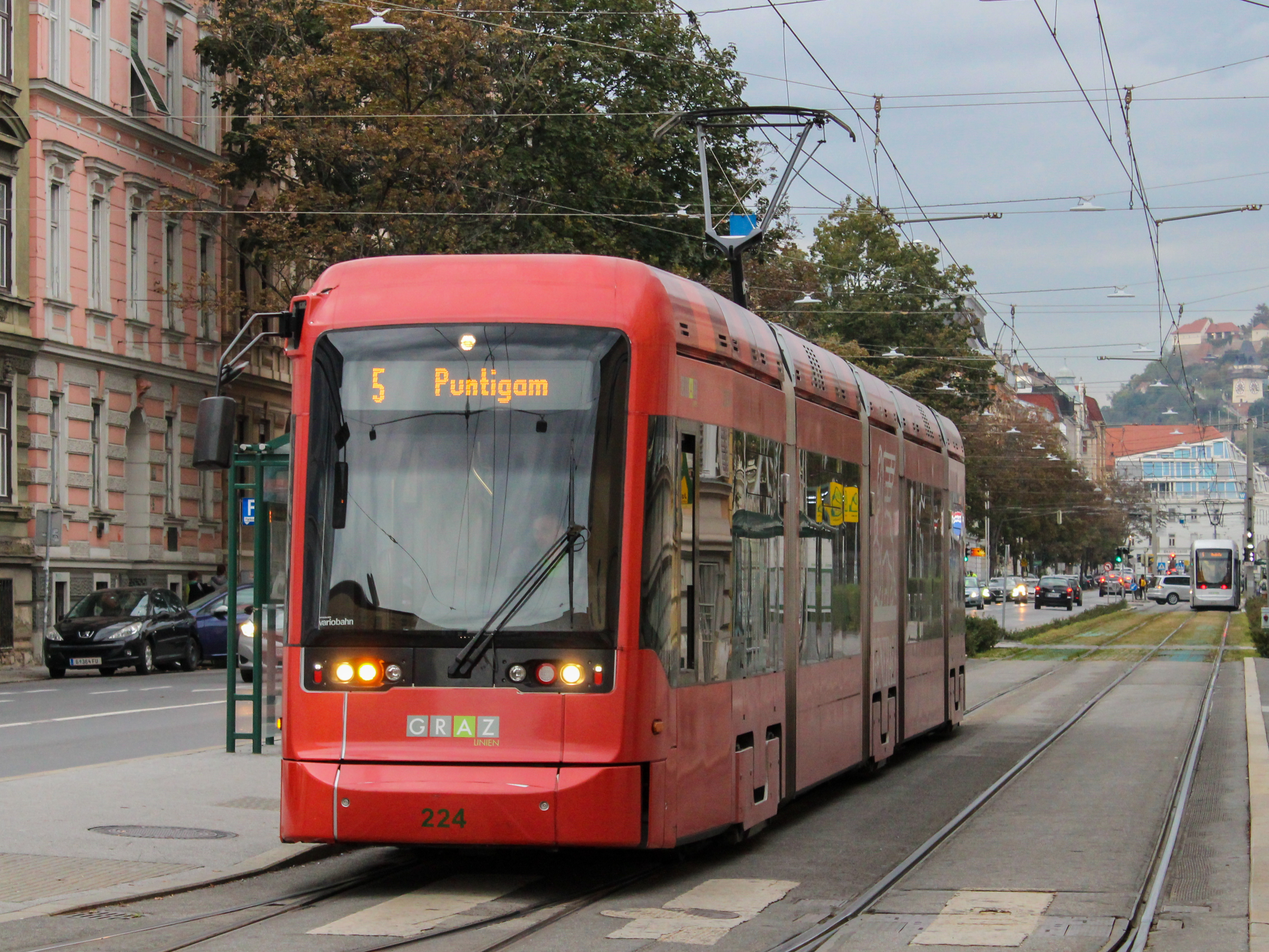
2020年撮影
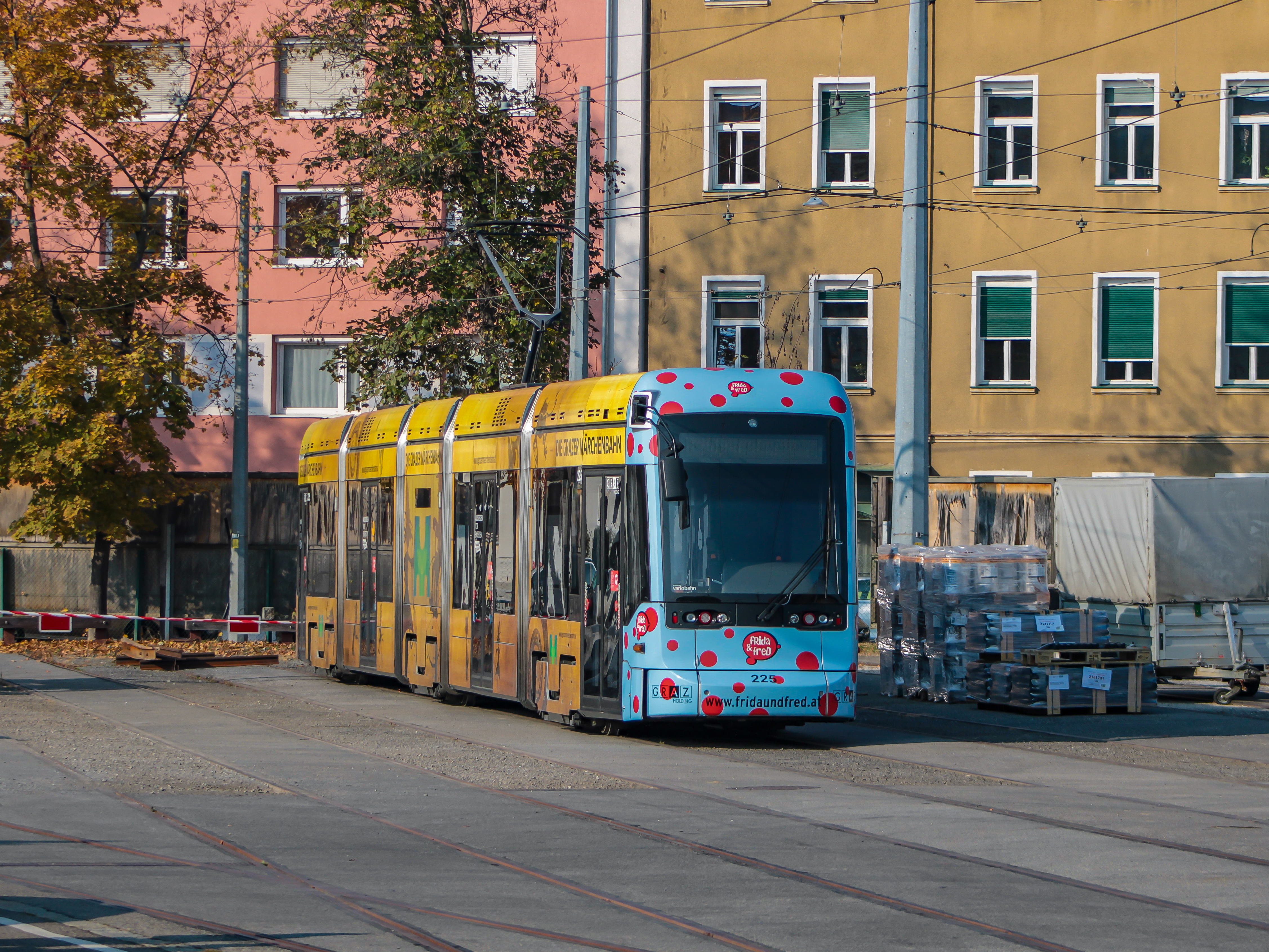
2021年撮影
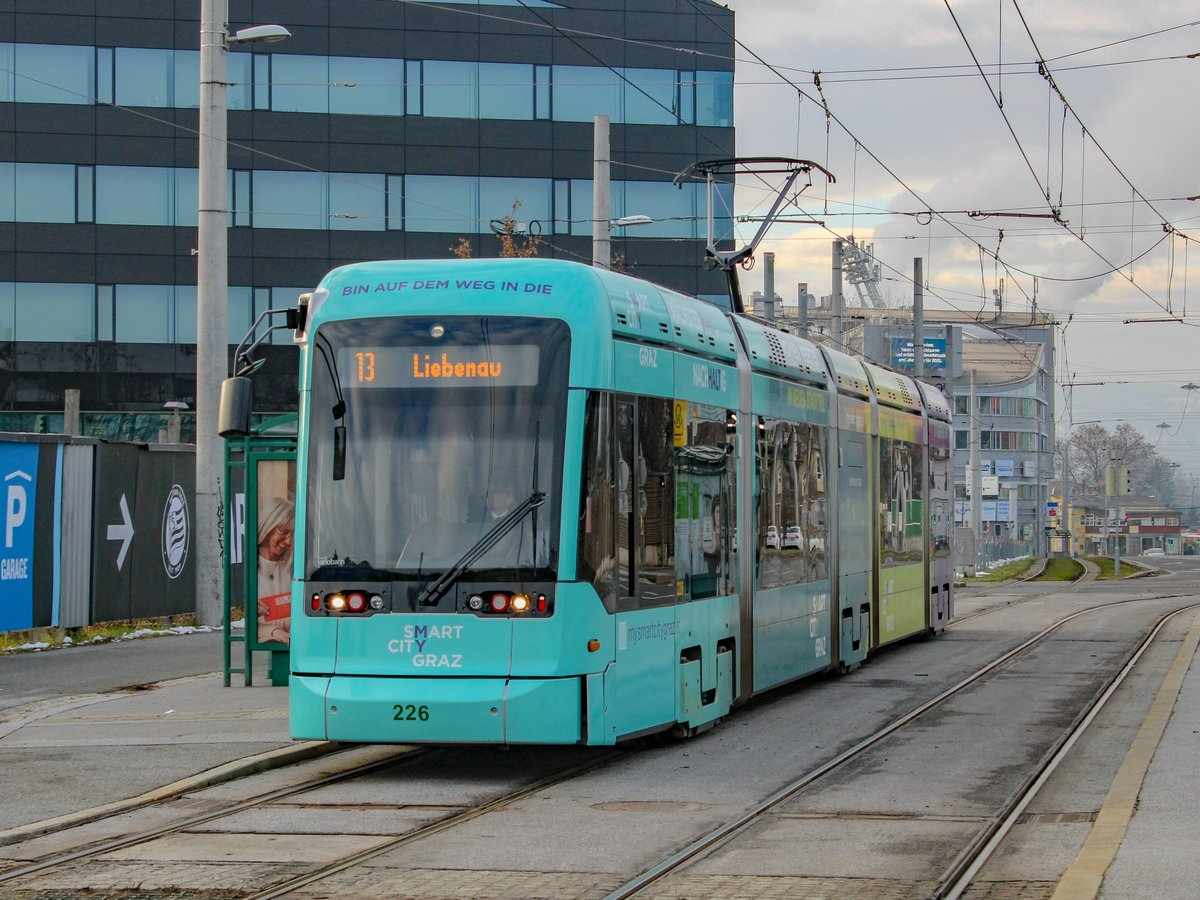
2020年撮影
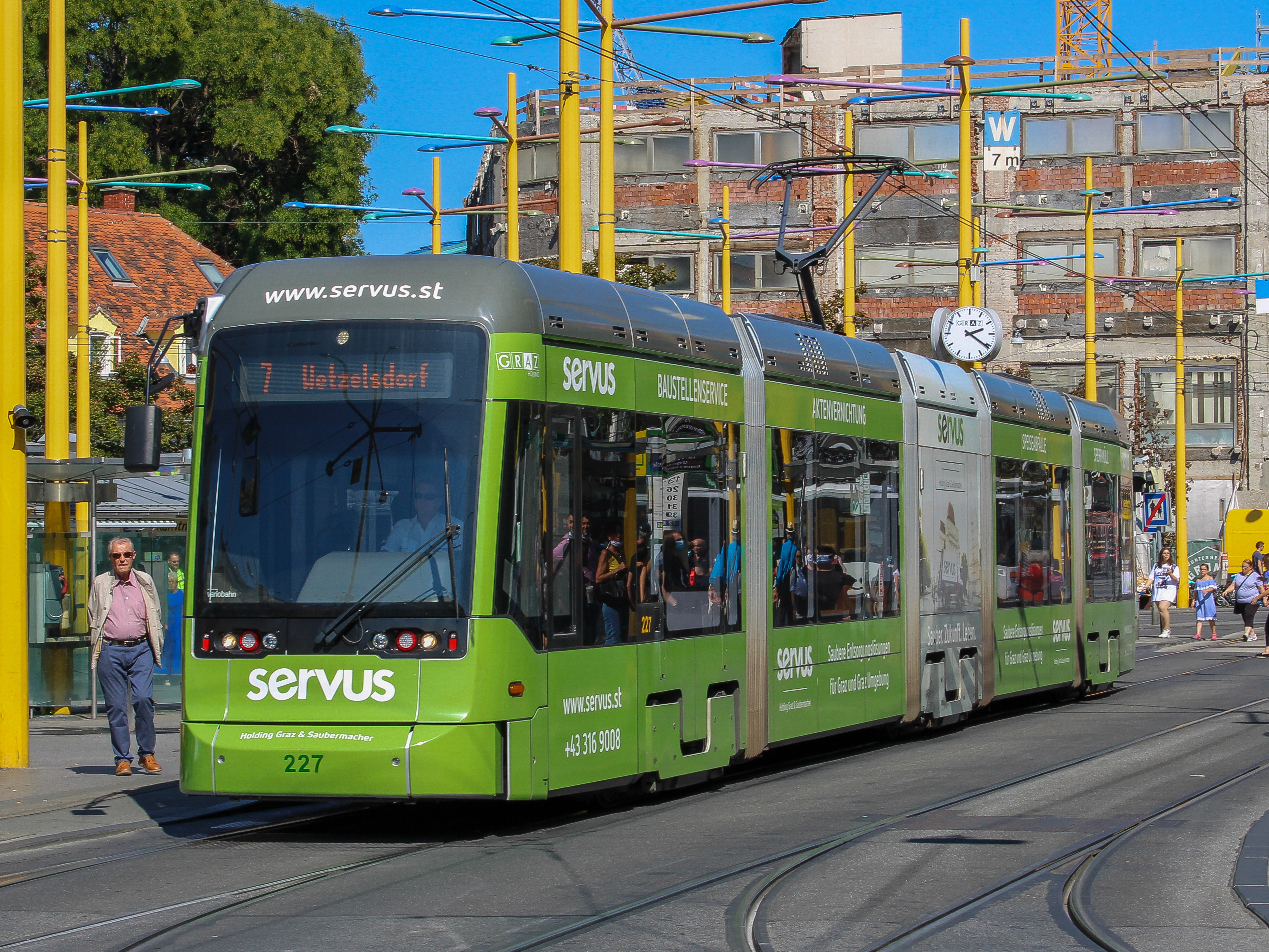
2020年撮影
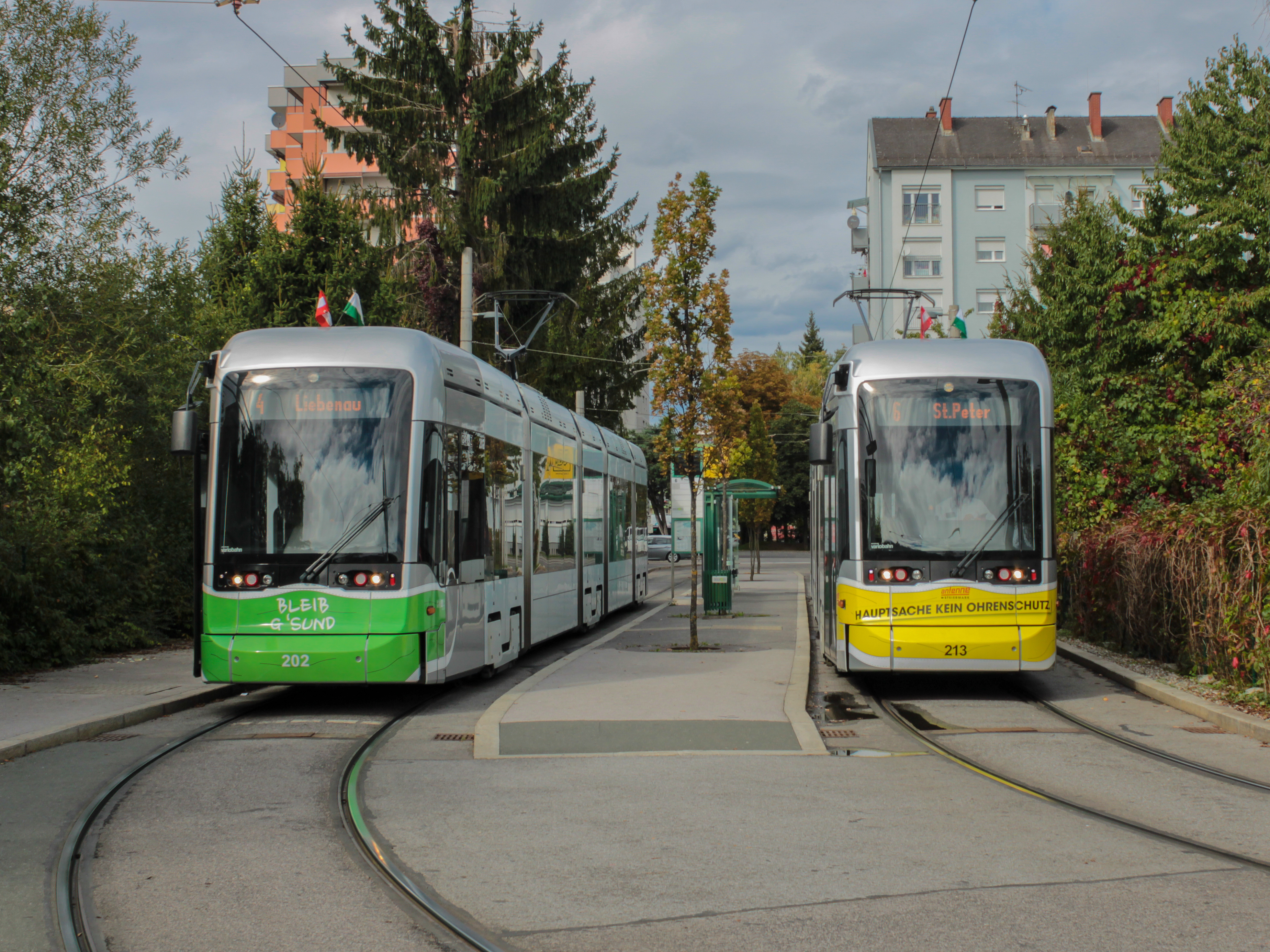
新型コロナウイルス感染症を受け一部車両にはマスクを模した塗装が行われた（2021年撮影）